# CS-321
La CS-321 (Carretera Secundària 321) és una carretera de la Xarxa de Carreteres d'Andorra, que comunica La Massana amb Sispony. També és anomenada Carretera de Sispony i dels Plans.
Segons la codificació de carreteres d'Andorra aquesta carretera correspon a una Carretera Secundària, és a dir, aquelles carreteres què comuniquen una Carretera General amb un poble o zona.
Aquesta carretera és d'ús local ja què només l'utilitzen los veïns de les poblacions que recorre.
La carretera té en total 0,8 quilòmetres de recorregut.

## Projectes

### Eixample de l'encreuament de la CG-3 amb la CS-321, Sispony[2]
El present projecte es refereix a l'execució de les obres d'eixample de l'encreuament de la CG-3 amb la CS-321 de Sispony (La Massana) i servir de base per a l'execució de les obres corresponents.
Les obres consisteixen, bàsicament, amb l'eixample de l'actual traçat de la carretera general núm 3, en un tram de 73 metres de longitud.
L'accés a Sispony s'eixample amb la construcció d'un mur de gravetat pel costat vall i excavació de talús amb pendent aproximada de 35º i mur de gravetat en el costat muntanya amb coronació horitzontal i una alçada màxima de aproximadament 5 m.
A continuació es descriuen breument l'ordre i l'abast del diferents treballs realitzats:
- Rebaix del terreny a nivell de fonamentació en el mur i alçats del mur.

- Reomplert amb terres entre el mur i el talús natural.

- Pavimentació de l'ampliació fins a capa de rodadura.

- Inici de treballs en la calçada costat muntanya.

- Excavació dels talussos costat muntanya. Estabilització i construcció de murs

- Cuneta i serveis descendents i escossells i arbrat.

- Pavimentació fins a capa de rodadura de la calçada costat muntanya, senyalització horitzontal i vertical i proteccions.

## Punts d'Interés
- Església de Sant Joan de Sispony

## Recorregut[3]
- La Massana
- Sispony
- Els Plans

| Tipus de Sortida | Direcció de la sortida           | Carretera que hi enllaça |
| ---------------- | -------------------------------- | ------------------------ |
| CS-321           | La Massana                       |                          |
|                  | Església de Sant Joan de Sispony |                          |
|                  | Sispony                          | CS-320                   |
|                  | Els Plans                        | CS-330                   |